# 양자동역
양자동역(Yangja-dong station, 良子洞驛)은 경상북도 경주시 강동면 안동리에 위치한 동해선의 역이었다.
인근에 양동마을이 있으나, 여객 취급은 2007년 6월 1일부터 중지되어 이루어지지 않았으며 역 건물이 존재하지 않고, 승강장에 지붕과 벤치가 마련되어 있었다.

## 역사
- 1967년 9월 1일 : 을종승차권 대매소로 지정[1]
- 1987년 4월 30일 : 무배치간이역으로 격하
- 2007년 6월 1일 : 여객취급 중지
- 2013년 11월 7일 : 부산진 기점 129.9km로 변경[2]
- 2016년 4월 29일 : 부산진 기점 129.2km로 변경[3]
- 2021년 8월 26일 : 부산진 기점 128.3km 로 변경[4]
- 2021년 12월 28일 : 폐역